# Çıtlık, Ula
Çıtlık là một xã thuộc huyện Ula, tỉnh Muğla, Thổ Nhĩ Kỳ. Dân số thời điểm năm 2011 là 923 người.